# Gabriele von Glasow

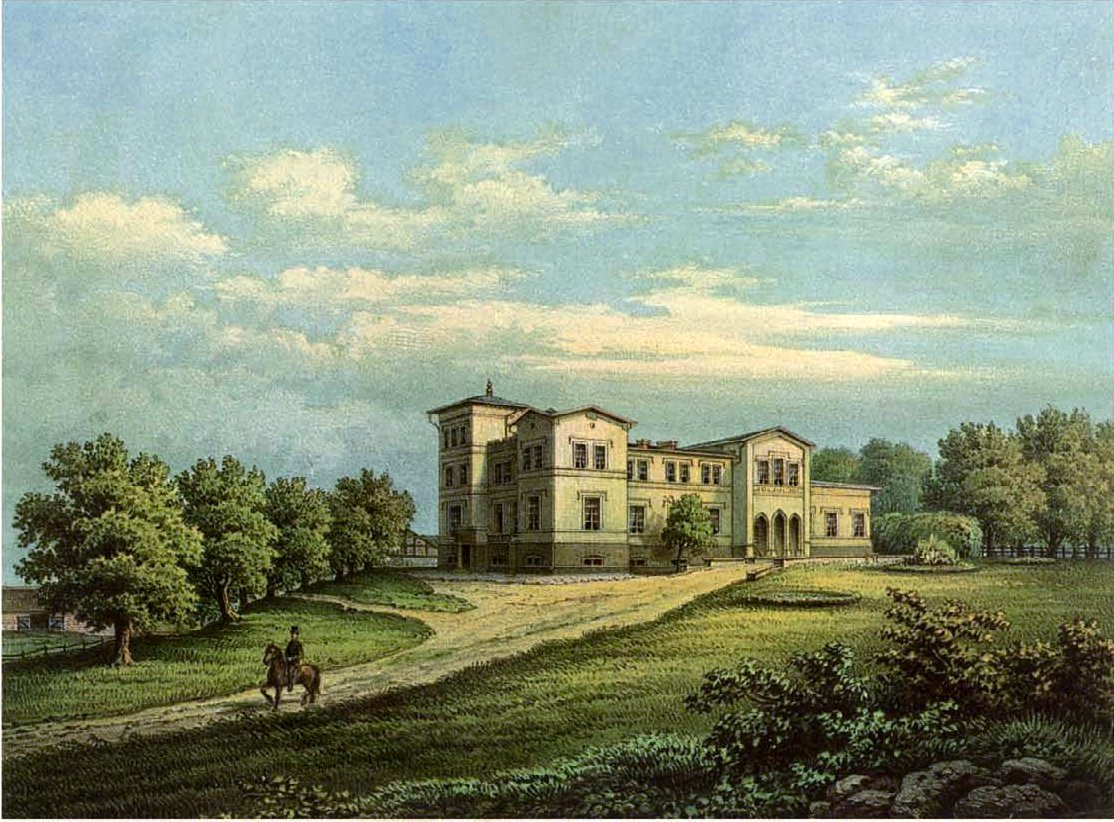
Gut Partheinen, Elternhaus der Künstlerin;
um 1860, Sammlung Alexander Duncker

Gabriele von Glasow (geboren am 12. Mai 1928 in Partheinen, Kreis Heiligenbeil, in Ostpreußen, gestorben 24. Juli 2004 in Hannover) war eine deutsche Malerin, Gesangspädagogin und Sängerin.

## Leben

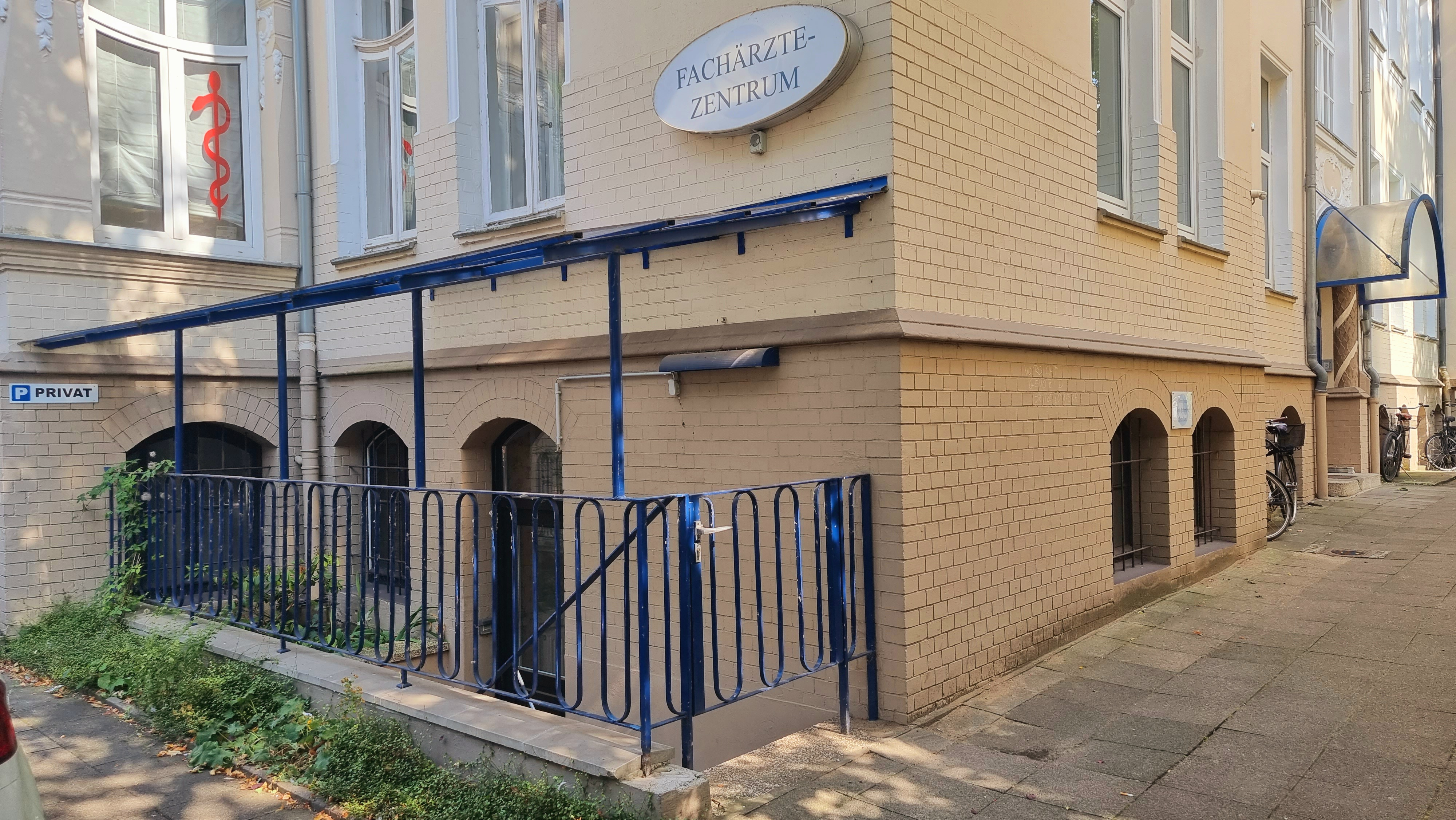
Treppenabgang zum ehemaligen Atelier von Glasow im Souterrain des Hauses Podbielskistraße 26

Gabriele von Glasow war Angehöriger derer von Glasow und die zweite Tochter des Gutsbesitzers und deutschen Malers Ernst von Glasow (1897–1969) und seiner Frau Charlotte, geborene von Berg. Aufgewachsen ist sie mit vier Schwestern und zwei Brüdern in Partheinen am Frischen Haff. Ab dem Alter von zehn Jahren besuchte sie die Mädchen-Oberschule in Königsberg und wohnte dort in einem Internat. Schon früh widmete sie sich der Malerei. Ihre Eltern schickten die Fünfzehnjährige nach Weimar, wo sie Unterricht in Malerei und später im Gesang erhielt. Nach ihrem Notabitur 1944, reiste die 16-Jährige von Weimar aus zu Verwandten nach Vechta, wohin ihre Familie am Kriegsende geflüchtet war. Ihr Vater kam 1944 in Frankreich in amerikanische Gefangenschaft.
Mit 20 Jahren nahm sie 1948 ihre Gesangsstudien an der Folkwang-Schule in Essen wieder auf. Zugleich besuchte sie auch Kurse im Zeichnen und Malen. Ihre Gesangslehrerin war Hilde Wesselmann. Als diese erkrankte, übernahm Gabriele von Glasow in den 1950er Jahren deren Gesangsengagements, u. a. an der Oper Bonn und beim Thomanerchor in Leipzig. An der Musikhochschule in Hannover hatte sie ab 1968 eine Gesangsprofessur. Mit ihrer Lebenspartnerin, der chilenischen Sängerin Mayling Konga, die ebenfalls an der Hochschule für Musik, Theater und Medien unterrichtete, lebte sie in Hannover.
Im Ruhestand, den sie mit 61 Jahren begann, widmete sie sich wieder verstärkt der Malerei. Neben Francis Bacon bezeichnete sie Piero della Francesca, Velazquez und Gerhard Richter als ihre künstlerischen Vorbilder. Ihre oft großformatigen Bilder sind gekennzeichnet von ihrem Kampf gegen eine Brustkrebserkrankung. Ausstellungen gab es im Raum Hannover und Essen.
Sie starb im Alter von 76 Jahren am 24. Juli 2004 in Hannover.

## Ehrungen

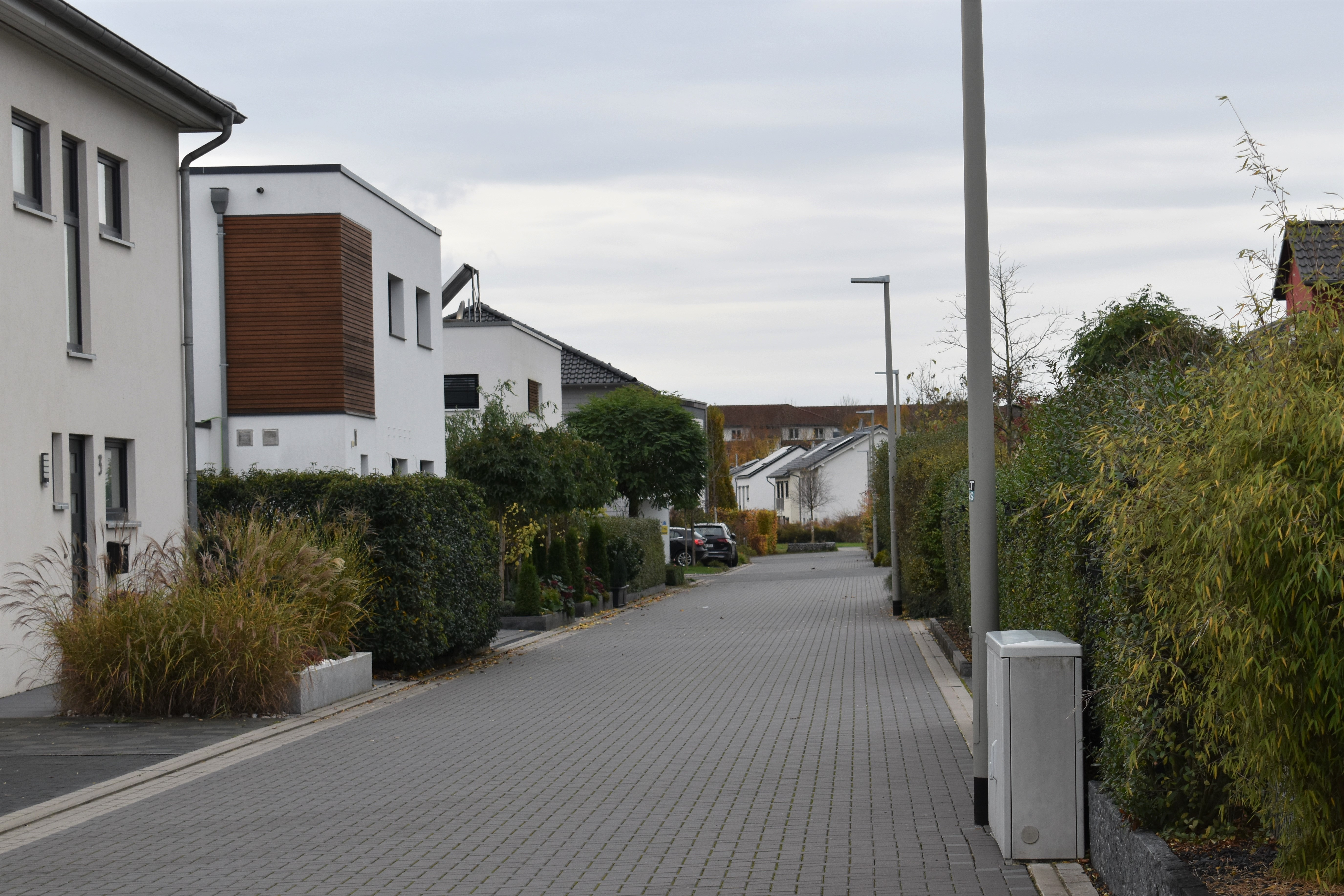
Blick in den Gabriele-von-Glasow-Weg in Hannover-Wettbergen

Im hannoverschen Stadtteil Wettbergen wurde 2011 eine Wohnstraße, der Gabriele-von-Glasow-Weg, nach ihr benannt.